# Альфред Штреціус
Альфред Штреціус (нім. Alfred Streccius; 3 червня 1874, Мюльгаузен — 26 жовтня 1944, Ганновер) — німецький офіцер, генерал піхоти запасу вермахту (27 червня 1940). Кавалер Німецького хреста в сріблі.

## Біографія
22 березня 1893 року поступив на службу в Імперську армію. В 1904 році служив у Німецькій Південно-Західній Африці, де був поранений. Учасник Першої світової війни, служив у авіації. За бойові заслуги відзначений численними нагородами. Після демобілізації армії залишений у рейхсвері. 31 січня 1931 року вийшов у відставку. Декілька років працював військовим радником у Китаї.
В серпні 1939 року призваний у вермахт. З 15 вересня 1939 року — міський комендант, з 14 жовтня — польовий обер-комендант Тарнова. З 10 січня 1940 року — комендант 672-го тилового району, з 10 березня — 592-ї польової обер-комендатури. З 27 червня 1940 року — голова військової адміністрації в Парижі зі штаб-квартирою в готелі «Маджестік». Підкорявся лише командувачу військами у Франції. З 25 жовтня 1940 року — заступник командира 17-го армійського корпусу і командувача 17-м військовим округом у Відні. 21 серпня 1943 року здав командуванні і більше не отримував призначень. 31 грудня 1943 року звільнений у відставку. Загинув під час авіанальоту.

## Нагороди
- Орден Корони (Пруссія) 4-го класу з мечами
- Орден Червоного орла 4-го класу з мечами
- Залізний хрест 2-го і 1-го класу
- Орден «За заслуги» (Баварія) 4-го класу з мечами
- Ганзейський Хрест (Гамбург)
- Хрест «За заслуги у війні» (Саксен-Мейнінген)
- Королівський орден дому Гогенцоллернів, лицарський хрест з мечами — вручений особисто імператором Вільгельмом II.
- Нагрудний знак «За поранення» в чорному
- Пам'ятний знак пілота (Пруссія)
- Хрест «За вислугу років» (Пруссія)
- Почесний хрест ветерана війни з мечами
- Застібка до Залізного хреста 2-го і 1-го класу
- Хрест Воєнних заслуг 2-го і 1-го класу з мечами
- Німецький хрест в сріблі (5 серпня 1943)